# La Fenêtre (Maupassant)
Pour les articles homonymes, voir La Fenêtre.
La Fenêtre est une nouvelle de Guy de Maupassant, parue en 1883.

## Historique
La Fenêtre est initialement publiée dans la revue Gil Blas du 10 juillet 1883, sous le pseudonyme Maufrigneuse, puis dans le recueil Le Rosier de Mme Husson en 1888.

## Résumé
M. de Brives raconte comment il a demandé la main de Mme de Jadelle, une veuve charmante. D'abord, elle ne répond ni oui, ni non : elle veut « connaître à fond dans les coins et les replis de l’âme, l’homme dont elle partagera l’existence ».  Aussi l’invite-t-elle à venir passer l’été chez elle, dans sa propriété.
Ils partent le 10 mai, et notre homme est soumis à une surveillance de tous les instants. Pendant la journée, Mme de Jadelle le questionne sans cesse sur ses goûts ; la nuit, la bonne l’espionne depuis une chambre voisine. Il parvient à corrompre la bonne et passe avec elle d’excellents moments. À la fin de son séjour, il fait une méprise qui fait capoter la demande en mariage : il croit reconnaître la bonne en une femme à moitié penchée à une fenêtre, il lui lève son jupon pour l’embrasser sur les fesses. Hélas ! c’est Mme de Jadelle ! Elle le congédie immédiatement.

## Éditions
- La Fenêtre, dans Maupassant, Contes et Nouvelles, tome I, texte établi et annoté par Louis Forestier, éditions Gallimard, Bibliothèque de la Pléiade, 1974  (ISBN 978-2-07-010805-3).